# Sebastian Kutzli
Sebastian Kutzli (* 1969 in Hamburg) ist ein deutsch-schweizerischer Regisseur. 
Nach Studien in Grafik und Journalistik in der Schweiz absolvierte Sebastian Kutzli von 1997 bis 2004 sein Studium an der Hochschule für Fernsehen und Film München. Nach dem Dokumentarfilm „Singende Pinsel“ war sein erster Spielfilm der Hochschulfilm „Dreiland“ (1998), es folgten „Fatima“, „Erinnerung“, „Alles Zombies“ und „Kalte Haut“ (Deutscher Kamerapreis Kategorie Kurzfilm 2005 für Stephan Vorbrugg). Sein erster Langspielfilm war „Puppe“, gedreht 2011, der 2012 auf Festivals und 2013 im Kino zu sehen war. 
1998 gründete Sebastian Kutzli mit Benjamin Heisenberg und Christoph Hochhäusler die Filmzeitschrift Revolver.